# Desmalopex
Desmalopex is een geslacht van vleermuizen uit de familie der vleerhonden (Pteropodidae) dat voorkomt op de Filipijnse eilanden Luzon, Catanduanes, Mindoro en Dinagat. Het geslacht omvat drie soorten, die elk in andere gebieden voorkomen. Desmalopex leucopterus uit Luzon en het nabijgelegen Catanduanes is al in 1853 geschreven, maar Desmalopex microleucopterus uit Mindoro heeft zijn naam pas in 2008 gekregen en de derde soort, uit Dinagat, heeft nog geen wetenschappelijke naam.
Al in 1907 stelde de Amerikaanse bioloog Gerrit Miller voor om D. leucopterus in een apart geslacht te plaatsen, dat hij Desmalopex noemde, maar enkele jaren later plaatste de Deense vleerhondendeskundige Knut Andersen de soort terug in Pteropus. Deze classificatie bleef, hoewel er verder geen diepgaand onderzoek naar de soort werd gedaan, geaccepteerd tot 2008, toen uit DNA-onderzoek bleek dat D. leucopterus niet tot de clade van de soorten van Pteropus behoort. Korte tijd later werd D. microleucopterus, die eerder was gerapporteerd als "Pteropus sp. A", ook als een nieuwe soort beschreven. De precieze verwantschappen van Desmalopex binnen de onderfamilie Pteropodinae zijn vooralsnog onduidelijk; noch een verwantschap met de kleine nectareter Melonycteris noch een met Pteropus en Acerodon kreeg veel steun van de DNA-gegevens, zodat Desmalopex mogelijk in een apart tribus geplaatst zal moeten worden.
Desmalopex omvat vrij grote vleerhonden met korte oren, gespikkelde vleugels, grote en relatief ver van elkaar staande snijtanden in de bovenkaak. De tweede snijtand is ongeveer vijf keer zo groot als de eerste. De hoektanden zijn vrij kort en missen een knobbel aan de achterkant. De eerste valse kies is relatief groot, maar de kiezen zijn verder relatief klein. De vierde valse kies is groter dan de eerste kies, die bijna vierkant van vorm is. Ook een aantal kenmerken van de schedel onderscheidt het geslacht van andere vleerhonden.